# Angraecum magdalenae
Angraecum magdalenae Schltr. & H. Perrier., 1925 è un'orchidea litofita endemica del Madagascar.

## Descrizione
È una specie molto compatta, a crescita lenta, con 6 – 8 foglie carnose, coriacee e irregolarmente bilobate agli apici. Gli steli, corti e rigidi, si formano soprattutto nella stagione calda, ma anche in quella fredda. Spuntano generalmente sotto la prima foglia dal basso, e possono produrre da 2 a 5 – 6 fiori grandi e profumati.

## Biologia
Anche se non è noto uno specifico insetto impollinatore, si suppone che, come la maggior parte delle specie di Angraecum, si riproduca grazie alla impollinazione entomofila da parte di farfalle notturne della famiglia Sphingidae..

## Distribuzione e habitat
Angraecum magdalenae è un endemismo ristretto alla zona centrale del Madagascar, nella regione a sud di Antsirabe.
È un'orchidea litofita che cresce sull'humus che si deposita su substrati rocciosi di quarzite delle foreste di Uapaca.

## Coltivazione
Come la maggior parte degli Angraecum, A. magdalenae vuole un buon ricircolo d'aria e buona luce. Ha bisogno di un riposo invernale fresco ed asciutto, e non sopporta le eccessive bagnature nella stagione fredda. Come miscela del composto viene usato bark a piccola o media pezzatura, ghiaia macinata, lapillo vulcanico e sfagno.